# Chủ nhật buồn
Chủ nhật buồn (phiên bản gốc tiếng Hungary: Szomorú Vasárnap; tiếng Anh: Gloomy Sunday), còn được biết đến là "Bài ca tự sát Hungary", là một bản nhạc nổi tiếng được soạn nhạc bởi nhạc sĩ dương cầm người Hungary tên Rezső Seress vào năm 1933 để diễn tả tâm trạng thất tình của mình. Nhưng Seress không ngờ rằng bài hát của ông bị "kết tội" là nguyên nhân làm cho hàng trăm người tự tử. Vì thế, nó được mệnh danh là "Bài hát chết chóc". Phạm Duy đã viết lời tiếng Việt cho bài hát này và cũng lấy tên "Chủ nhật buồn".
Lời bài hát ban đầu là từ “Vége a világnak” (The world is ending, tiếng Việt: Thế giới đang kết thúc) nói về nỗi tuyệt vọng do chiến tranh gây ra,  bài hát kết thúc bằng một lời cầu nguyện về tội lỗi của con người. Thi sĩ László Jávor đã viết lại lời cho bài hát này và đặt tên cho nó là Szomorú vasárnap (Sad Sunday), trong đó nhân vật chính muốn tự tử sau cái chết của người yêu. Cuối cùng lời bài hát thứ hai trở nên phổ biến hơn trong khi lời bài hát trước về cơ bản đã bị lãng quên. Bài hát được thu âm lần đầu tiên bằng tiếng Hungary bởi  Pál Kalmár vào năm 1935.
"Chủ nhật buồn" lần đầu tiên được thu âm bằng tiếng Anh bởi Hal Kemp vào năm 1936 với lời nhạc của Sam M. Lewis, và được thu âm lại trong cùng năm bởi Paul Robeson, với lời nhạc viết lại bởi Desmond Carter. Nó trở nên nổi tiếng khắp những nơi nói tiếng Anh sau khi một phiên bản của Billie Holiday được phát hành vào năm 1941. Lời bài hát của Lewis có đề cập đến tự tử và hãng thu âm đã mô tả nó là "Bài ca tự sát Hungary" (tiếng Anh: Hungarian Suicide Song). Có một truyền thuyết thành thị lặp đi lặp lại cho rằng nhiều người đã tự tử khi nghe bài hát này, đặc biệt là người Hungary.

## Hoàn cảnh ra đời
Một chiều buồn cuối năm 1932, bầu trời Paris thật ảm đạm, mưa nặng hạt và lạnh lẽo. Nhạc sĩ dương cầm Rezso Seress ngồi chơi đàn dương cầm bên cửa sổ. Một giai điệu chợt xuất hiện trong đầu ông và nửa tiếng đồng hồ sau, bài Szomorú Vasárnap ra đời.
Bài hát của ông nói về tâm trạng đau khổ của một người thất tình "ngồi một mình, nghe hơi mưa" và "đợi chờ không nguôi ngoai" và cuối cùng là "chủ nhật nào, tôi im hơi... đến với tôi thì muộn rồi".
Bài hát ban đầu bị các hãng thu băng từ chối vì "nhạc và lời quá buồn thảm". Phải mất vài tháng trời, Seress mới tìm được một hãng băng đĩa nhận lời mua bài hát đó và phát hành tại nhiều thành phố lớn trên thế giới.

## Những ảnh hưởng của bài hát
Khi bài hát được tung ra thị trường, bắt đầu xuất hiện những chuyện kì lạ. Tại Berlin (Đức), một thanh niên sau khi nghe bài hát đã phàn nàn với bạn bè rằng anh ta bị ám ảnh bởi giai điệu và ca từ của nó. Anh ta rơi vào trạng thái trầm cảm mà không sao thoát ra được. Cuối cùng anh ta dùng súng bắn vào đầu tự vẫn.
Vài ngày sau, cũng tại Berlin, người ta phát hiện một cô gái treo cổ tự tử và dưới chân cô là bài Szomorú Vasárnap. Báo chí bắt đầu loan tin về hiện tượng này, và liên tiếp các vụ án tương tự xảy ra ở nhiều nơi trên thế giới như Hungary, Pháp, Mỹ. Bản thân Seress cũng rất kinh ngạc và không tin vào điều này.
Nhưng khi người ta thống kê được hàng trăm vụ tự tử khắp thế giới có liên quan đến bài hát của Seress thì ông bắt đầu hoảng sợ thực sự.
Lệnh cấm lưu hành bài hát đã được nhiều nước đưa ra. Nhưng càng cấm thì bài hát càng nổi tiếng và danh sách những nạn nhân ngày càng dài thêm, ở mọi lứa tuổi, ngành nghề, màu da...
Có tới 15 quốc gia đâm đơn kiện tác giả Seress buộc tội ông có liên quan đến những cái chết đó.
Cơn sốt về bài hát lên đến đỉnh điểm vào năm 1936. Bất chấp lệnh cấm, bản copy của bài hát được bày bán khắp nơi trên đường phố Paris. Những lời đồn đại làm cho nhiều ban nhạc và ca sĩ không dám hát bài hát "chết chóc" này.
Nhạc sĩ Seress sau đó đã cố gắng thu hồi bài hát của mình nhưng không thành công. Sau khi Thế chiến II chấm dứt, ông trở lại làm nhạc nhưng không có tác phẩm "Thần chết" nào như thế nữa. Năm 1968, ông tự tử.

## Giải mã điều bí mật
Các nhà nghiên cứu cho biết âm nhạc, điện ảnh, trò chơi... có thể tác động đến tâm lý của con người, nhưng không phải là quyết định. Thời kỳ đó, Mỹ và châu Âu đang trong giai đoạn phát triển công nghiệp. Bối cảnh xã hội bị khủng hoảng kinh tế sau Chiến tranh thế giới thứ nhất, nạn thất nghiệp gia tăng, hậu quả của chiến tranh gây ra sự chết chóc, thương vong... Sự khủng hoảng xã hội sâu rộng này được thể hiện rõ nét với sự lên ngôi của học thuyết hiện sinh. Điều này tác động mạnh lên tâm lý của dân chúng và đẩy nhiều người trong số họ rơi vào trạng thái mất phương hướng, trầm cảm, thất vọng trong cuộc sống.
Trong bối cảnh đó chỉ cần thêm một tác động nhỏ từ bên ngoài như âm nhạc, phim ảnh... có nội dung buồn thảm là có thể đẩy họ đến một quyết định tiêu cực.
Bài hát rất ảm đạm này chính là "giọt nước làm tràn ly". Thêm nữa là sự cộng hưởng thêu dệt của dư luận đã tạo nên cái "mốt tự tử" vào thời kỳ đó.
Các nhà tâm lý học cho rằng hiện tượng tự tử thời kỳ đó là do bối cảnh xã hội khủng hoảng tác động mạnh lên tâm lý con người và bản thân bài hát này, cũng như cái chết của tác giả chỉ là một biểu hiện bề mặt của cuộc khủng hoảng đó.
Thực tế cho thấy, sau Chiến tranh thế giới thứ hai, không còn hiện tượng tự tử vì bài hát nữa. Lệnh cấm bài hát này cũng đã bị bãi bỏ từ lâu.